# 泳法
泳法（えいほう Swimming styles）は、泳ぎ方、泳ぎの型のことである。
また、クロール、平泳ぎ、背泳ぎ、バタフライを合わせて、4泳法という。

## 泳法の一覧
- クロール
- トラジオン・ストローク
- バタフライ
- 平泳ぎ
- 背泳ぎ
- 前方背泳ぎ
- 横泳ぎ
- 犬掻き
- シュノーケリング
- フィンスイミング
- フラッターバックフィニング
- フリッカー キック
- フットファーストスイミング
- コークスクリュー
- オープンウォータースイミング